# Columna de León I

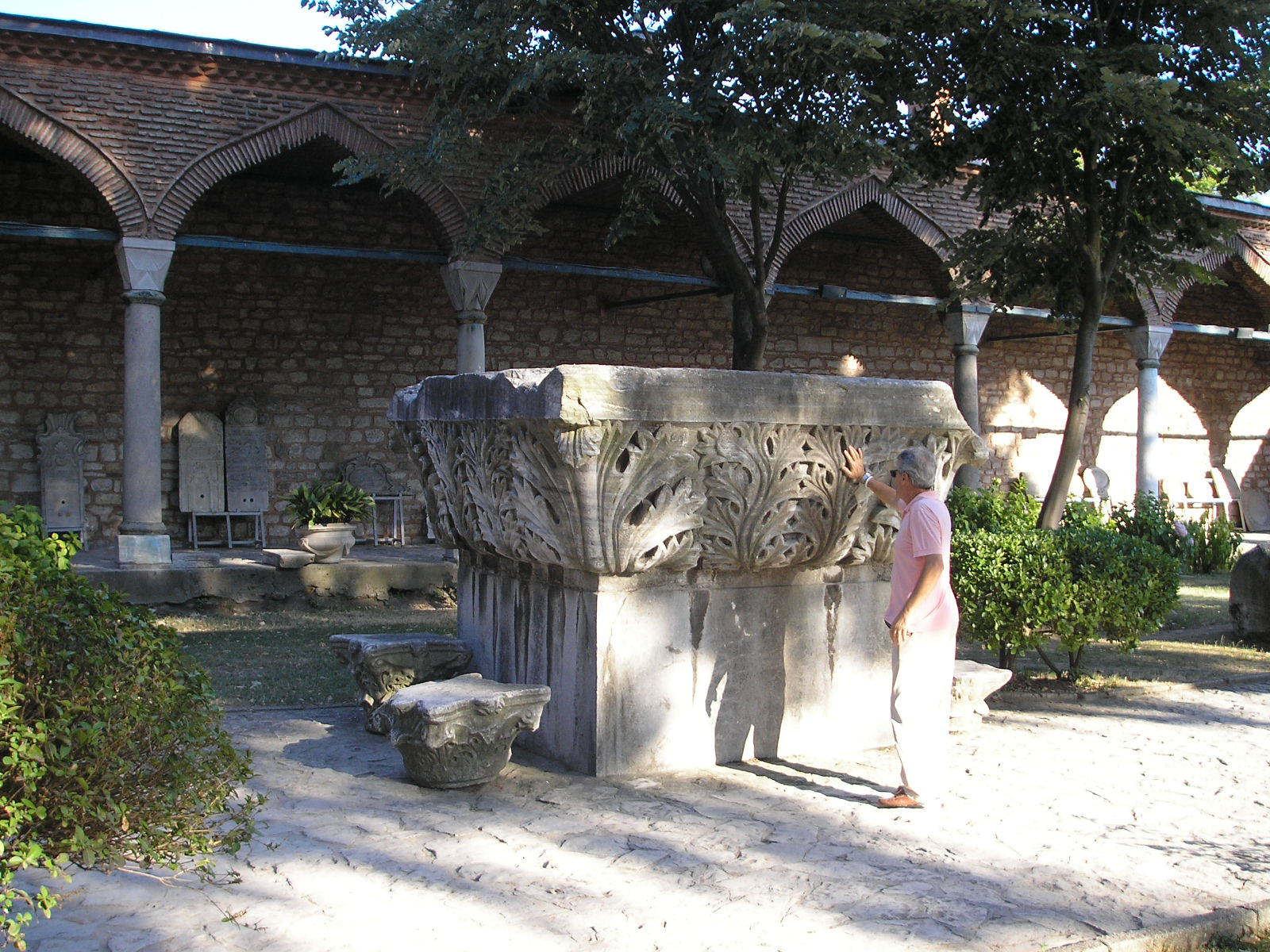
Restos de columnas en el lado este del Segundo Patio que bordea las cocinas del palacio, en el Palacio de Topkapi en Estambul.

La Columna de León I fue una columna honorífica romana del siglo V en Constantinopla. Construida para  León I, augusto de Oriente desde el 7 de febrero del 457 hasta el 18 de enero del 474, la columna se encontraba en el Foro de León, conocido también como la Pittakia. Era una columna de mármol, sin acanaladuras, compuesta por columna con capitel corintio y coronada por una estatua del emperador.
La columna ya no existe, pero a mediados del siglo XX se descubrieron fragmentos pertenecientes a ella en los terrenos del Palacio de Topkapı, entre los que se encontraban el capitel y el bloque de la imposta que lo coronaba, un tambor de columna completo y algunas partes de un segundo, y el pedestal de la estatua, que originalmente estaba separado de la imposta por un zócalo que faltaba. Los restos son visibles en el segundo patio del complejo Topkapı. El propio zócalo, el pedestal y la base de la columna se han perdido. La estatua también puede estar perdida, o puede ser la estatua de bronce que ahora se conoce como el Coloso de Barletta en Italia.

## Reconstrucción

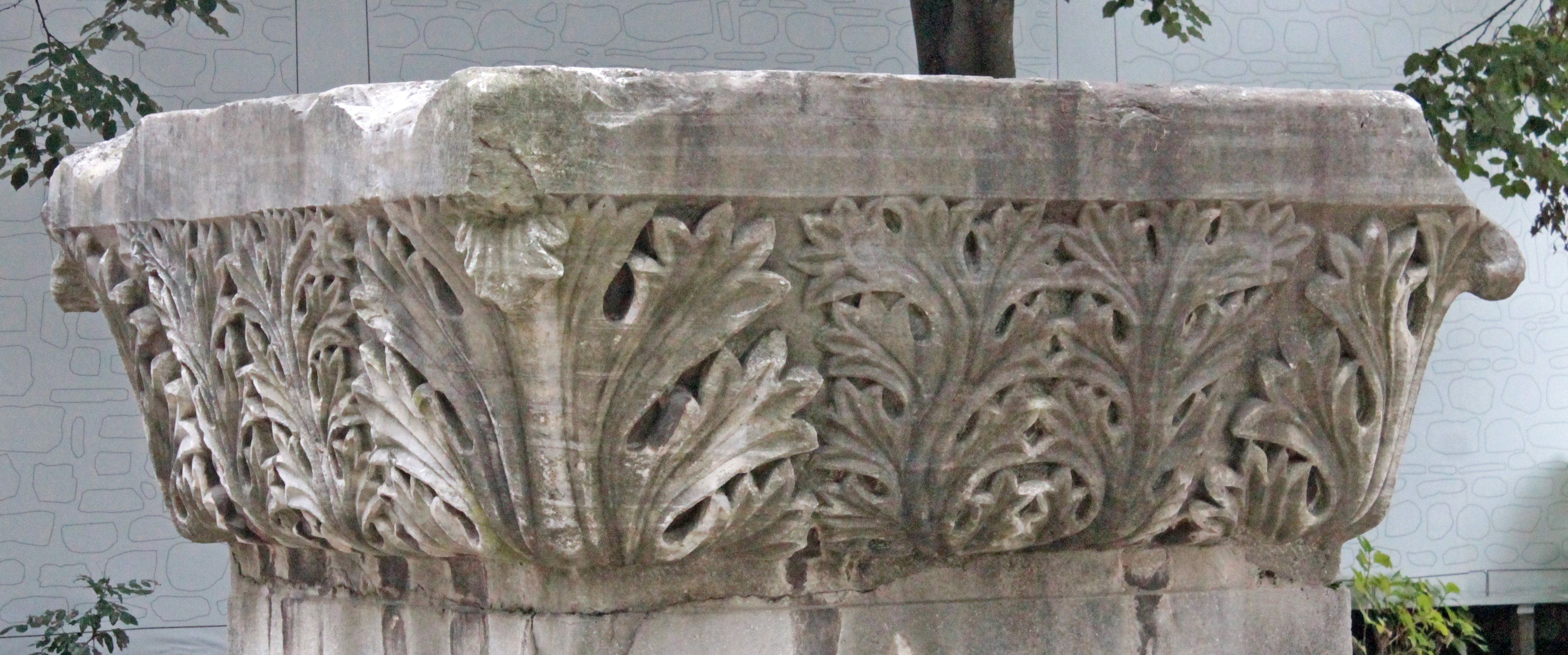
Bloque de la imposta.

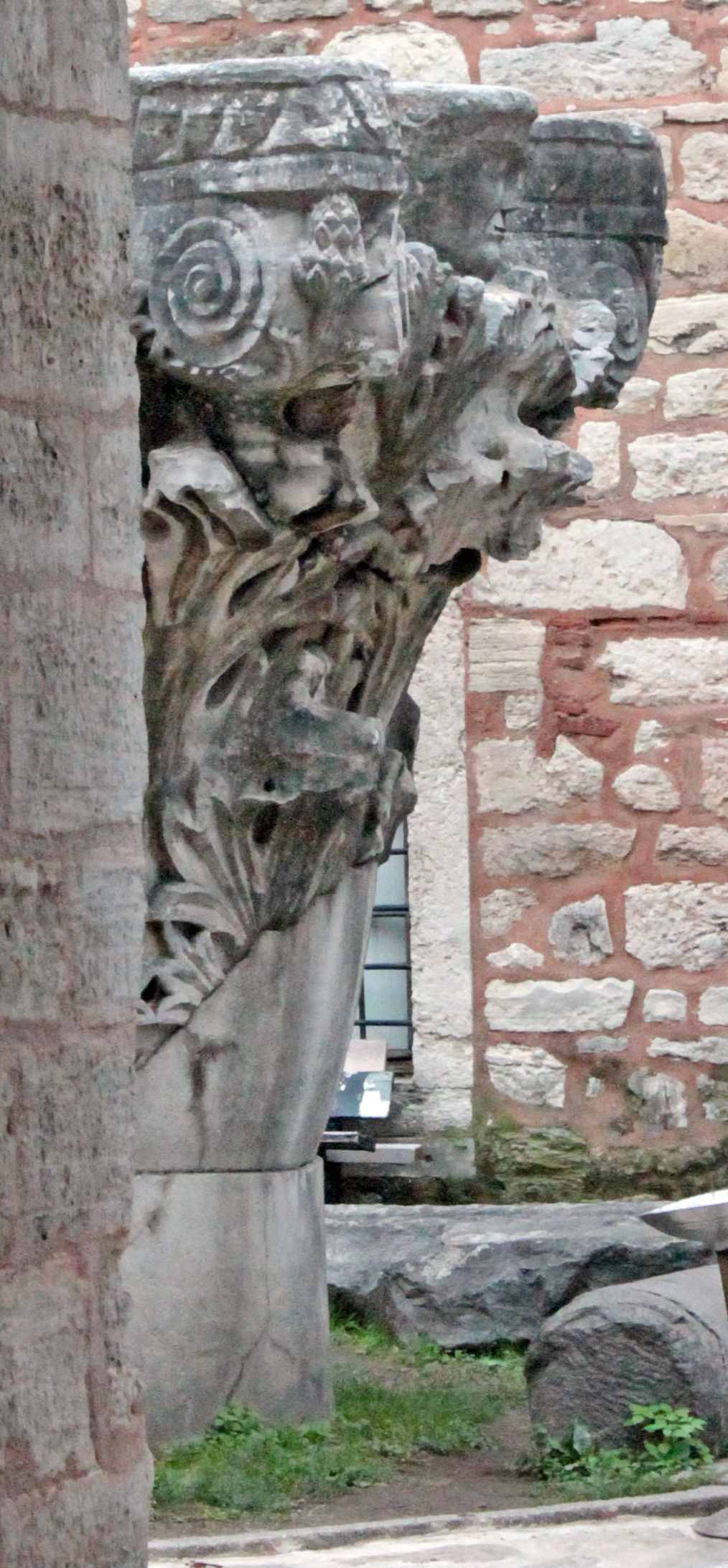
Vista parcial del capitel.

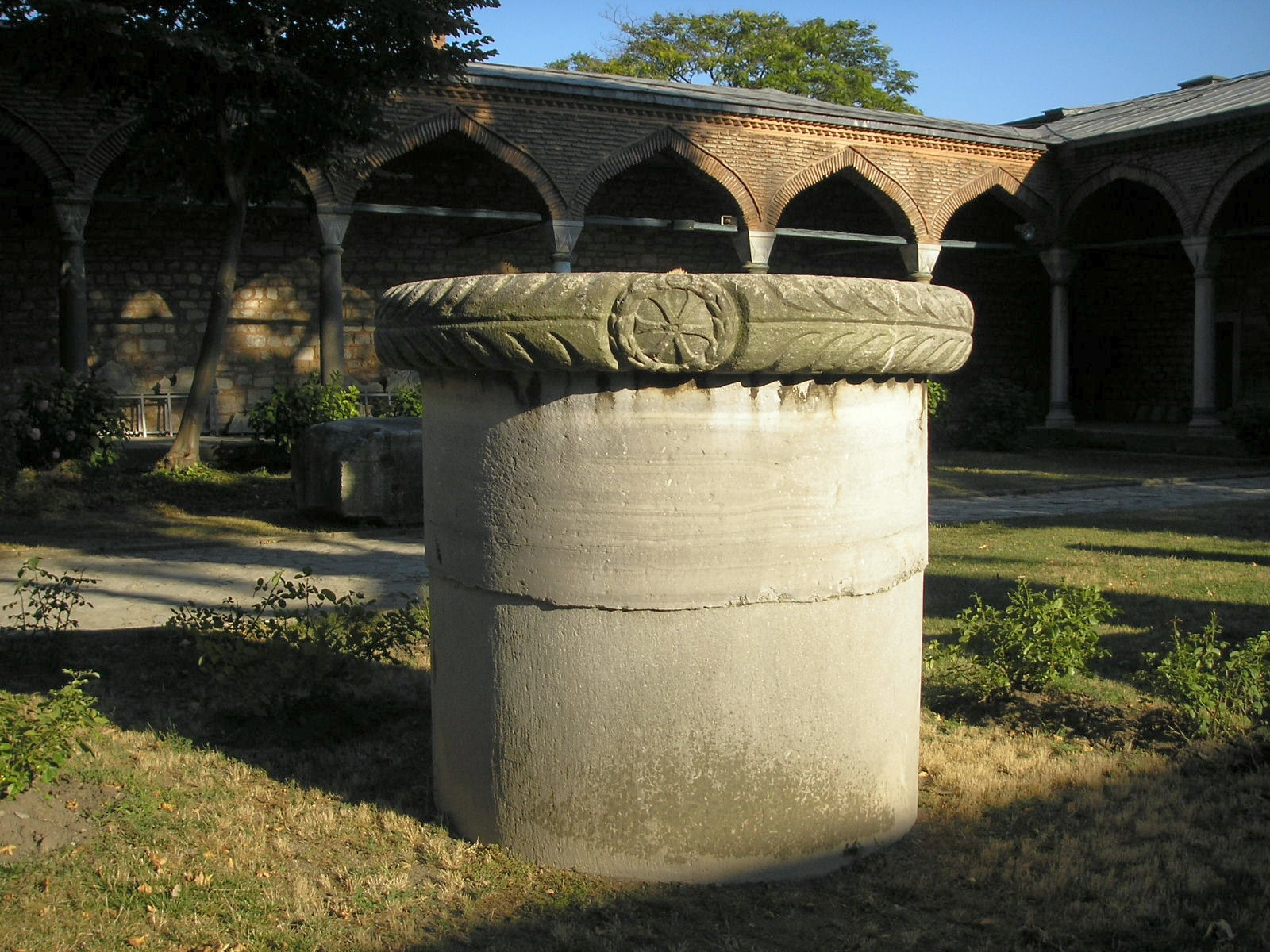
Tambor de columna, probablemente la más alta de las ocho.

## Foro de León

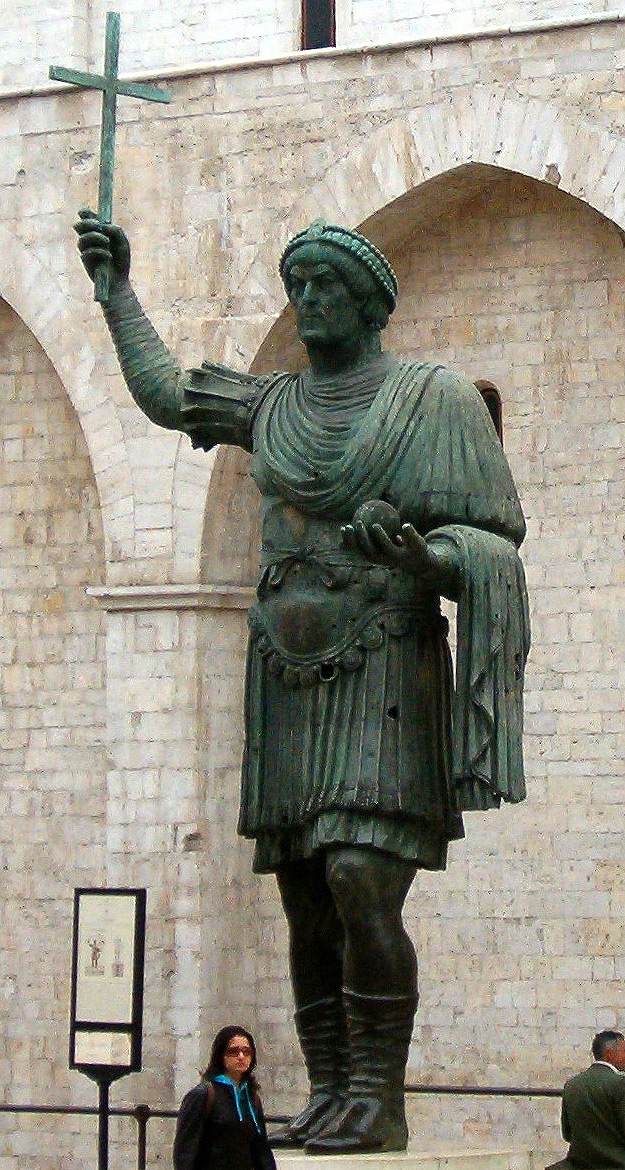
El Coloso de Barletta, posiblemente de la Columna de León I en Constantinopla.